# جيزال كاسادسو
جيزال كاسادسو (بالفرنسية: Gisèle Casadesus )‏ (و. 1914 – 2017 م) هي ممثلة، وممثلة مسرحية، وممثلة أفلام فرنسية، ولدت في باريس، بدأت مشوارها المهني سنة 1934، توفيت في باريس، عن عمر يناهز 103 عاماً، بسبب فشل تنفسي.

## مناصب
تولت منصب شريك في المسرح الوطني الفرنسي ‏.

## التعليم
تعلمت في مدرسة رينيه سيمون للفنون الدرامية ‏.

## جوائز
حصلت على جوائز منها:
- وسام جوقة الشرف من رتبة ضابط أكبر
- الصليب الأكبر من وسام الاستحقاق الوطني
- نيشان الفنون والآداب من رتبة ضابط.

## وصلات خارجية
- جيزال كاسادسو على موقع IMDb (الإنجليزية)
- جيزال كاسادسو على موقع قاعدة بيانات الأفلام العربية
- جيزال كاسادسو على موقع ألو سيني (الفرنسية)
- جيزال كاسادسو على موقع ميوزك برينز (الإنجليزية)
- جيزال كاسادسو على موقع أول موفي (الإنجليزية)
- جيزال كاسادسو على موقع قاعدة بيانات الأفلام السويدية (السويدية)
- جيزال كاسادسو على موقع ديسكوغز (الإنجليزية)
- جيزال كاسادسو على موقع قاعدة بيانات الفيلم (الإنجليزية)
- جيزال كاسادسو على موقع كينوبويسك (الروسية)